# به ویلیتس خوش آمدید
به ویلیتس خوش آمدید (به انگلیسی: Welcome to Willits) همچنین به عنوان شکارچی بیگانه شناخته می‌شود، یک فیلم علمی تخیلی، کمدی و ترسناک آمریکایی محصول سال ۲۰۱۶ به کارگردانی ترور رایان با بازی بیل سیج، سابینا گادکی، آناستازیا بارانووا، دولف لاندگرن، توماس دکر، کریس زیلکا، سرژ لوین، گرت کلیتون و روری کالکین است.

## داستان
در اعماق جنگل‌های کالیفرنیای شمالی، در قلب مثلث زمرد بدنام، یک کابین دورافتاده قرار دارد. بیل سیج یک کشاورز ماری جوانا و مصرف‌کننده/فروشنده متامپتامن در منطقه است که معتقد است مزارعش توسط بیگانگان مورد هجوم قرار گرفته‌است. پارانویای سیج همچنان در حال رشد است، که ممکن است اختلال اضطراب پس از سانحه ناشی از اختلاس و شکنجه بیگانگان باشد و یا…